# 横山道哉
横山 道哉（よこやま ゆきや、1977年6月1日 - ）は、神奈川県海老名市出身の元プロ野球選手（投手、右投右打）。現在は横浜DeNAベイスターズのスカウトを務めている。

## 経歴

### プロ入り前
中学時代は愛甲シニアに所属。
横浜高校出身。1学年先輩には斉藤宜之・多村仁・矢野英司・紀田彰一、2学年先輩には高橋光信、1学年後輩には阿部真宏・松井光介・幕田賢治、2学年後輩には上地雄輔がいた。
1995年秋のドラフト会議で地元の横浜ベイスターズから3位指名を受けて入団。

### 横浜時代
1997年は7月6日の対広島東洋カープ戦（横浜スタジアム）で敗戦処理として初登板すると、その後チームが逆転サヨナラ勝ちを収めて初勝利を挙げる。この年は18試合に登板し、シーズン終盤にはプロ初先発や初セーブも記録している。
1998年は中継ぎとして53試合に登板し4勝4敗・防御率3.09の好成績を残し、横浜の38年ぶりとなるリーグ優勝・日本一に貢献する。当時抑え投手として活躍していた佐々木主浩のようにフォークを武器とする投球スタイルから、「小魔神」「大魔神二世」の異名を取る。
1999年はシーズン中に佐々木が離脱したため、残った中継ぎ投手で抑えを持ち回りで担当した中、横山にもその役が回ってきた。しかし、43試合に登板したが4勝3敗2セーブ・防御率4.93と安定感を欠いた。
2000年はさらに登板機会を減らし、29試合の登板に留まり2勝1敗1セーブ・防御率4.78に終わった。
2001年から2003年も不振で登板機会が激減し、2003年オフには野中信吾との交換トレードで北海道日本ハムファイターズへ移籍。

### 日本ハム時代
2004年は当初抑えの予定だった建山義紀・伊達昌司がシーズン前に故障で離脱、開幕当初に抑えを務めた伊藤剛も開幕直後に故障で離脱。暫定で回ってきた抑えの座ではあったが、チーム最多の58試合に登板し、4勝5敗28セーブ・防御率3.39と安定感は今一つながらも、この年新人王を獲得した三瀬幸司と共に最優秀救援投手を受賞した。チームは3位でシーズンを終え、この年からパ・リーグにプレーオフが導入され、プレーオフでは2位の西武ライオンズと対戦。第2戦でセーブを挙げ、第3戦では2点ビハインドの8回から登板しこの回は無失点に抑えたが、9回に先頭の和田一浩にサヨナラ本塁打を打たれて敗戦投手となり、チームは敗退を喫した。
2005年は開幕から抑えを任され序盤は好投したが7月から不調に陥り中継ぎに降格となった。9月にも復調の兆しが見えず二軍に降格するとそのままシーズンを終えた。2年連続でチームトップの48試合に登板したが1勝4敗12セーブ・防御率4.47に終わった。
2006年は1月20日の契約更改交渉では400万円減の推定年俸4300万円で更改。しかし、この年は武田久・MICHEALの活躍もあって一軍登板無しに終わり、9月29日に戦力外通告を受けた。横浜の秋季キャンプで入団テストを受け、合否は10月27日に伝えられる予定だったが、「12球団合同トライアウト前に、各球団が独自で入団テストを行わない」という申し合わせ事項に反するとして日本プロ野球選手会から苦情を受け、合否発表は保留となった。その後正式に獲得が発表され、4年ぶりに横浜に復帰した。

### 横浜復帰
2007年は開幕二軍スタートだったが夏場に一軍昇格。肘の故障を抱えながらも貴重な中継ぎ投手として36試合に登板し、6ホールド、防御率3.32と古巣で復活を果たす。
2008年は中継ぎ投手陣の一角としてチーム最多の51試合に登板、5月17日の対中日ドラゴンズ7回戦では移籍後初、自身としても3年ぶりの勝利投手にもなりシーズン防御率も3.22と良化させたが、同点の場面では安定せず勝ち越しを許して5敗を喫した。
2009年は肘の状態が悪化したため二軍暮らしが続き、さらに投球すらままならない程度にまで悪化していた。わずか14試合の登板に終わり、10月1日に戦力外通告を受け、「横浜で終われたのは幸せな部分もある」とコメントして現役引退を表明した。

### 引退後
2010年からはスコアラー（アナリスト）として球団に残り、2022年からは同球団のスカウトに転身した。主な担当選手に度会隆輝などがおり、度会は横山の現役時代の応援歌を継承した(後述)。

## 人物
横浜在籍時は、投手ながら専用の応援歌が作られていた。当時発売されていた選手テーマCDにも1998年版から収録されているものの、中継ぎ起用が中心だった上投手の応援歌を球場で演奏することは殆どなかったため、披露される機会は少なかった。スカウト転身後の2024年、横山の担当にして高校の後輩でもある度会隆輝が入団した際、歌詞を一部変更した上でこの応援歌を流用している。

## 詳細情報

### 年度別投手成績
| 年 度      | 球 団      | 登 板 | 先 発 | 完 投 | 完 封 | 無 四 球 | 勝 利 | 敗 戦 | セ 丨 ブ | ホ 丨 ル ド | 勝 率 | 打 者 | 投 球 回 | 被 安 打 | 被 本 塁 打 | 与 四 球 | 敬 遠 | 与 死 球 | 奪 三 振 | 暴 投 | ボ 丨 ク | 失 点 | 自 責 点 | 防 御 率 | W H I P |
| ---------- | ---------- | ----- | ----- | ----- | ----- | -------- | ----- | ----- | -------- | ----------- | ----- | ----- | -------- | -------- | ----------- | -------- | ----- | -------- | -------- | ----- | -------- | ----- | -------- | -------- | ------- |
| 1997       | 横浜       | 18    | 1     | 0     | 0     | 0        | 2     | 0     | 1        | --          | 1.000 | 105   | 27.0     | 20       | 1           | 6        | 0     | 0        | 27       | 1     | 0        | 5     | 5        | 1.67     | 0.96    |
| 1998       | 横浜       | 53    | 0     | 0     | 0     | 0        | 4     | 4     | 0        | --          | .500  | 286   | 70.0     | 62       | 5           | 22       | 1     | 0        | 59       | 3     | 1        | 28    | 24       | 3.09     | 1.20    |
| 1999       | 横浜       | 43    | 1     | 0     | 0     | 0        | 4     | 3     | 2        | --          | .571  | 298   | 69.1     | 77       | 12          | 19       | 1     | 1        | 57       | 2     | 0        | 38    | 38       | 4.93     | 1.38    |
| 2000       | 横浜       | 29    | 0     | 0     | 0     | 0        | 2     | 1     | 1        | --          | .667  | 143   | 32.0     | 40       | 1           | 15       | 2     | 0        | 24       | 2     | 0        | 17    | 17       | 4.78     | 1.72    |
| 2001       | 横浜       | 4     | 0     | 0     | 0     | 0        | 0     | 0     | 0        | --          | .---  | 27    | 6.1      | 5        | 2           | 4        | 0     | 2        | 2        | 1     | 0        | 3     | 3        | 4.26     | 1.42    |
| 2002       | 横浜       | 13    | 0     | 0     | 0     | 0        | 1     | 2     | 1        | --          | .333  | 58    | 12.1     | 10       | 2           | 8        | 2     | 3        | 13       | 1     | 0        | 10    | 6        | 4.38     | 1.46    |
| 2003       | 横浜       | 3     | 2     | 0     | 0     | 0        | 0     | 2     | 0        | --          | .000  | 48    | 9.0      | 18       | 4           | 3        | 0     | 1        | 5        | 0     | 0        | 10    | 10       | 10.00    | 2.33    |
| 2004       | 日本ハム   | 58    | 0     | 0     | 0     | 0        | 4     | 5     | 28       | --          | .444  | 248   | 61.0     | 48       | 5           | 20       | 4     | 0        | 54       | 2     | 0        | 27    | 23       | 3.39     | 1.11    |
| 2005       | 日本ハム   | 48    | 0     | 0     | 0     | 0        | 1     | 4     | 12       | 3           | .200  | 225   | 50.1     | 49       | 5           | 21       | 0     | 4        | 46       | 5     | 0        | 27    | 25       | 4.47     | 1.39    |
| 2007       | 横浜       | 36    | 0     | 0     | 0     | 0        | 0     | 0     | 0        | 6           | .---  | 164   | 38.0     | 40       | 2           | 15       | 1     | 1        | 27       | 2     | 0        | 14    | 14       | 3.32     | 1.45    |
| 2008       | 横浜       | 51    | 0     | 0     | 0     | 0        | 3     | 5     | 0        | 11          | .375  | 254   | 58.2     | 55       | 8           | 22       | 3     | 4        | 61       | 2     | 1        | 25    | 21       | 3.22     | 1.31    |
| 2009       | 横浜       | 14    | 0     | 0     | 0     | 0        | 0     | 0     | 0        | 0           | .---  | 66    | 15.0     | 19       | 2           | 4        | 1     | 0        | 12       | 0     | 0        | 9     | 8        | 4.80     | 1.53    |
| 通算：12年 | 通算：12年 | 370   | 4     | 0     | 0     | 0        | 21    | 26    | 45       | 20          | .447  | 1922  | 449.0    | 443      | 49          | 159      | 15    | 16       | 387      | 21    | 2        | 213   | 194      | 3.89     | 1.34    |

- 各年度の太字はリーグ最高

### タイトル
- 最優秀救援投手：1回 （2004年）

### 表彰
- JA全農Go・Go賞：1回 （救援賞：2004年7月）

### 記録
投手記録
- 初登板・初勝利：1997年7月6日、対広島東洋カープ14回戦（横浜スタジアム）、8回表に5番手で救援登板・完了、2回無失点
- 初奪三振：同上、8回表に前田智徳から
- 初先発登板：1997年9月17日、対読売ジャイアンツ26回戦（横浜スタジアム）、2回1失点
- 初セーブ：1997年10月8日、対広島東洋カープ27回戦（広島市民球場）、9回裏に3番手で救援登板・完了、1回無失点
- 初ホールド：2005年5月7日、対阪神タイガース2回戦（札幌ドーム）、9回表に5番手で救援登板、3回無失点

その他の記録
- オールスターゲーム出場：1回 （2004年）

### 背番号
- 43 （1996年 - 2003年）
- 15 （2004年 - 2006年）
- 99 （2007年 - 2009年）